# Retinoblastoma
O retinoblastoma é um tumor maligno da retina desenvolvido a partir dos retinoblastos que são células precursoras dos fotorreceptores da retina. Esta doença pode ser hereditária, nesse caso é mais comum que afete ambos olhos, mas a maioria não tem familiares com retinoblastoma.

## Causas
É causado por uma mutação congênita na proteína Rb definida pelo gene 13q14. 
Um estudo estatístico efectuado por Alfred G. Knudson conduziu a uma hipótese acerca da razão porque alguns retinoblastomas são hereditários e outros aparecem por casualidade.  Esta hipótese conduziu à primeira identificação de um gene supressor de tumores . Knudson ganhou o Prêmio Lasker para a investigação médica, por este trabalho.

## Sinais e sintomas
O tumor pode ter início em um ou em ambos os olhos. Geralmente, o retinoblastoma limita-se aos olhos, embora possa estender-se a outras zonas do crânio. O retinoblastoma presente em só um olho não é hereditária e afecta sobretudo crianças com mais idade. Quando a enfermidade se apresenta em ambos os olhos é sempre hereditária.
O sinal mais comum e visível do retinoblastoma é uma aparência anormal da retina, vista como um corpo branco através da pupila (leucocoria), também conhecido como "olho de gato". Outros sintomas incluem deterioração da visão, conjuntivite, glaucoma, e estrabismo.

## Epidemiologia
Cerca de 80% dos casos afeta crianças com menos de 3 anos, sendo rara em maiores de 6 anos. Representa 3% dos tumores padecidos por menores de quinze anos. A incidência anual estimada é de aproximadamente 4 afetadas a cada um milhão de crianças. . Com tratamento na fase inicial mais de 95% chegam a idade adulta.

## Tratamento
A escolha do tratamento que irá fazer o paciente dependerá da extensão do mal dentro do olho e para além deste. Os tumores pequenos podem ser removidos com cirurgia laser, com termoterapia ou crioterapia.
Se o mal for ou puder vir a tornar-se irreparável, há possibilidade de remoção do olho para cura total do retinoblastoma. Técnicas mais modernas fazem uso da quimioterapia intra-arterial, em que o quimioterápico é injetado diretamente na artéria oftálmica. A técnica surgiu nos anos 80 no Japão e hoje é desenvolvida também em centros de excelência no ocidente, com destaque para o Memorial Sloan-Kettering Cancer Center em Nova York, com mais de 100 olhos tratados.
Devido a esse fator hereditário, os pacientes e seus irmãos devem submeter-se a exames periódicos, juntamente com terapia genética para determinar o risco que têm em desenvolver o tumor.